# Татаупа сірий
Татаупа сірий (Crypturellus cinereus) — вид птахів родини тинамових (Tinamidae).

## Поширення
Вид поширений в Південній Америці. Мешкає в низинних тропічних лісах або болотних лісах, на висотах до 700 м над рівнем моря.

## Опис
Птах завдовжки приблизно 30 см. Примітний темно-сірим тілом з червонувато-коричневою короною і потилицею. Вони допомагають птаху злитися з природним середовищем, тому хижакам важче його виявити. Нижня частина трохи блідіша за решту тіла, а ноги тьмяно-помаранчеві. Самиці зазвичай трохи більші за самців.

## Спосіб життя
Живе у густому підліску. Харчові звички залежать від пори року, хоча переважно він травоїдний. У літній час раціон складається з дрібних плодів, насіння і включає в себе дрібних безхребетних. У зимовий сезон він, зазвичай, їсть різноманітне насіння або ягоди, зібрані на землі. У молодому віці він більше залежить від комах, ніж коли вони стають дорослими.
Гніздо облаштовує у лісовій підстилці. Самець насиджує яйця, які можуть бути від 4 різних самиць. Гніздо розташовується на землі у густій траві.